# Fünfeckpalast
Il Fünfeckpalast ("Palazzo pentagonale") è un edificio storico a Trogen. È il più grande palazzo di Trogen ed è classificato dal governo svizzero come bene culturale di importanza nazionale. L'edificio ospita anche la sede della biblioteca cantonale.

## Storia

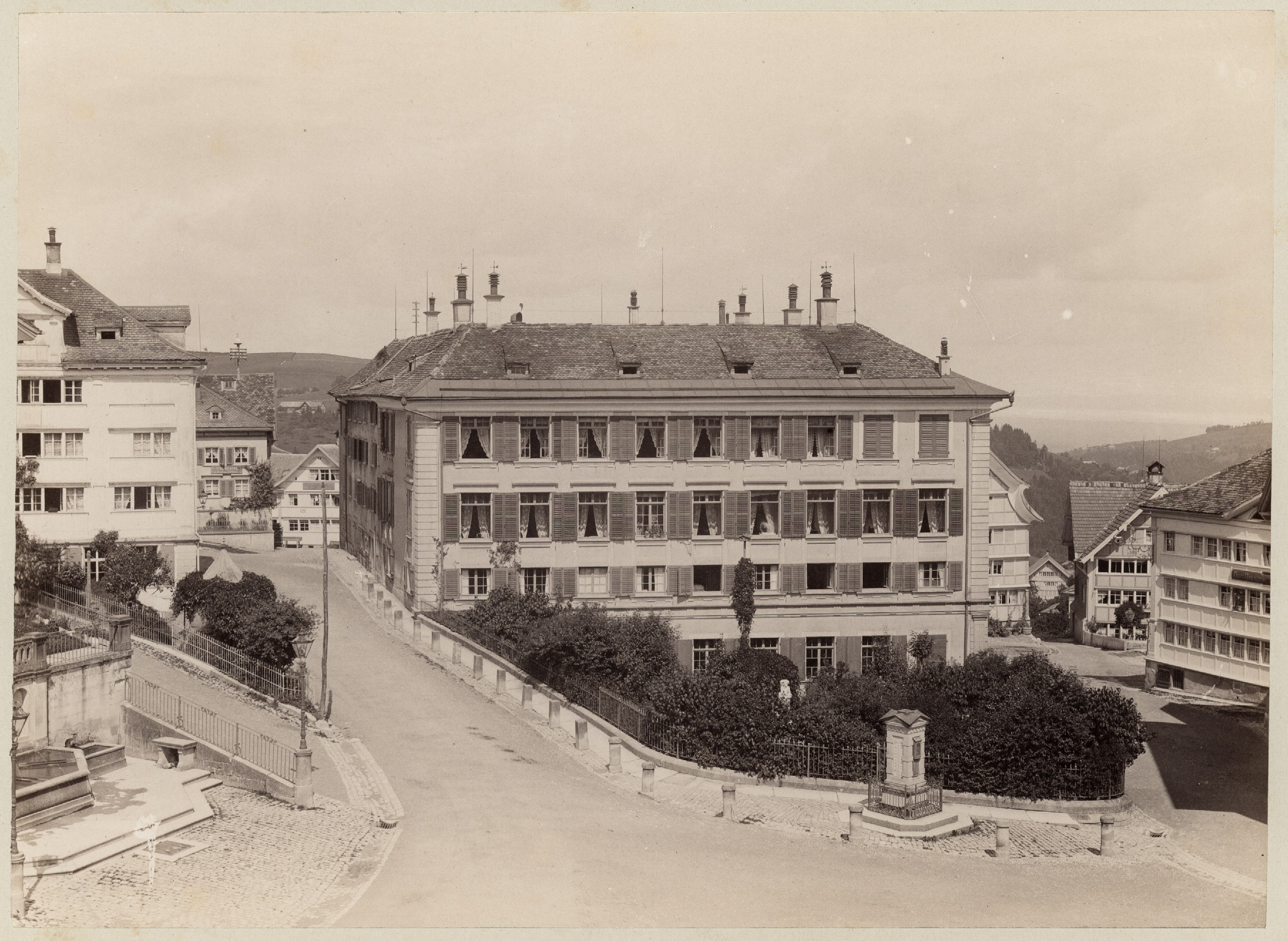
Fotografia della facciata sud-est del 1894

Il palazzo fu costruito tra il 1802 e il 1809 dal capomastro Konrad Langenegger su commissione del commerciante e storico Johann Caspar Zellweger. Secondo le consuetudini della famiglia Zellweger, i progetti originali provenivano da un architetto genovese, ma è riconosciuto che Langenegger abbia apportato diverse modifiche. Per la costruzione dell'edificio, furono rimosse due case a capanna di legno. Nel settembre e ottobre 1805 venne costruito il tetto, mentre la decorazione interna fu compiuta tra il 1808 e il 1809 ad opera di Josef Simon Moosbrugger con l'aiuto del figlio Jodok Moosmann. L'edificio fu arredato con otto stufe in maiolica fornite dai fratelli Meyer, stufai di Steckborn. Il giardino a sud-est è datato 1838.
Fino al 1991 il palazzo apparteneva ancora alla famiglia originale degli Zellweger, caso unico nel caso dei palazzi di Trogen. In quell'anno fu acquistato dall'amministrazione cantonale per 3 milioni di franchi. La famiglia Zellweger avrebbe disposto del diritto di soggiorno fino al 2021, ma cedettero anticipatamente il palazzo nel 2013.
A partire dagli anni 1990 fu ristrutturato più volte sotto la supervisione di Paul Knill: nel 1996 fu allestito uno spazio culturale nella cantina, nel 1998 vennero ristrutturati i locali della biblioteca cantonale al piano terra, mentre dal 2001 al 2003 vennero ristrutturati gli ex alloggi della servitù.

## Aspetto
L'edificio è di stile neoclassico con cinque lati, da cui il nome di "Palazzo pentagonale". La struttura del palazzo è composta da un'ala padronale a est, degli uffici commerciali a nord e alloggi per la servitù a sud, che assieme formano un cortile interno. Il giardino anteriore è rivolto verso la piazza del paese.